# 경창군
경창군(慶昌君, 1596년 11월 12일(음력 9월 23일) ~ 1644년 2월 23일(음력 1월 16일))은 조선 중기의 왕족이다. 선조의 서9남으로, 정빈 홍씨의 소생이다. 정운원종공신 1등(定運功臣一等)에 책록되었다.

## 생애

### 가계
조선 제14대 왕 선조의 서9남으로, 어머니는 후궁 정빈 홍씨이다. 임진왜란이 한창이던 1596년(선조 29년) 음력 9월 23일에 태어났다. 성은 이, 이름은 주(珘)이다. 정정옹주의 친동생이며, 광해군과 임해군 정원군의 이복 동생이자 영창대군의 이복 형이다. 본관은 전주이다.
생모 정빈 홍씨는 남양 홍씨 홍여겸의 딸로, 1580년(선조 13년) 종2품 숙의에 책봉되어 입궁하였다. 이후 정1품 빈에 올랐으며, 인조 연간에 사망하였다.

### 왕자 시절
8살 때인 1603년(선조 36년) 경창군(慶昌君)에 봉해졌다. 1608년(광해군 즉위) 유영경의 옥사 직후 정운원종공신 1등(定運功臣一等)에 책록되었다. 15살 때인 1610년(광해군 2년) 혼례를 올렸으며, 당시 이 혼례는 정원군(훗날의 원종)이 주관하였다. 이후 1617년(광해군 9년) 음력 11월 선조의 계비 인목왕후에 대한 폐비론이 불거졌을 때는 폐비에 찬성하는 의견을 냈다.
인조 즉위 후에는 1625년(인조 3년) 음력 1월 21일에 있었던 소현세자의 관례에 주인(主人)의 자격으로 참여하였으며, 그 공으로 안구마 1필을 하사받았다. 1628년(인조 6년)에는 역모 혐의를 뒤집어 쓴 인성군에 대한 처벌을 요청하였으나, 1631년(인조 9년)에는 경창군 자신이 이귀와 김자점 등으로부터 폐단을 일으켰다는 이유로 탄핵의 대상이 되었다.
1632년(인조 10년) 음력 10월 16일에는 아들 양녕군이 회은군의 상소로 인해 역모에 휘말리는 일이 있었다. 당시 양녕군이 경창군의 이복 형 임해군(광해군의 친형)의 양자로 들어가 있었는데, 경창군이 이러한 양녕군을 위해 남몰래 역모를 꾸민다는 이야기였다. 당시 국청까지 열렸으나 역모 고변이 거짓으로 판명나면서 경창군은 무사하였다. 한편 1636년(인조 14년)에는 초피를 헐값에 사들여 매점매석을 저지르는 바람에 사헌부로부터 또 탄핵을 받았다. 그러나 인조는 이에 대해 별다른 처벌을 하지 않고 지나갔다.

### 사망과 후손
1644년(인조 22년) 음력 1월 16일 향년 49세를 일기로 사망하였다. 경창군의 묘지명에는 1월 17일 사망하였다고 기록되어 있다. 광해군, 인조 때 많이 희생된 그의 친척들과 달리 그는 정치적으로 희생되지 않고 천수를 누렸다. 1871년(고종 8년) 음력 3월 16일 고종으로부터 효헌(孝獻)의 시호를 받았다.
경창군은 창녕 조씨 조명욱의 딸과 혼인하여 4남 3녀를 두고, 측실에게서 2남 2녀를 두었다. 조씨는 예의가 있었으나 경창군보다 5년 먼저인 1639년(인조 17년)에 사망하였다. 조씨 소생의 장남 창원군과 차남 양녕군은 각각 임해군의 양자로 입적되었으나 모두 요절하였고, 3남 평운군은 신성군의 양자로 입적되었으며 1659년(현종 즉위년)에 수릉관에 임명되었다. 4남은 창성군이다. 장녀는 이후걸에게, 차녀는 류연에게, 3녀는 심약하에게 시집갔다. 한편 측실 소생의 두 아들은 창임군과 창흥군이다.
1864년(고종 1년)에는 그의 후손들이 각각 흥완군과 영평군의 양자로 선발되어 그 후사를 이었다.

## 가족 관계
- 아버지 : 조선 제14대 왕 선조(宣祖, 1552 ~ 1608, 재위 : 1567 ~ 1608)
- 생모 : 정빈 홍씨(貞嬪 洪氏, 1563 ~ 1638)
  - 누나 : 정정옹주 (貞正翁主, 1595 ~ 1666[18])
- 장인 : 부사(府使) 증 좌의정(贈 左議政) 조명욱(曺明勗)
  - 부인 : 군부인 창녕 조씨(郡夫人 昌寧 曺氏, 1594 ~ 1648)[19]
    - 장녀 : 전주 이씨(1613 ~ ?)[20]
    - 사위 : 용인 이씨 익찬(翊贊) 이후걸(李後傑)
      - 외손녀 : 이혜숙(李惠淑, 1631 ~ ?)
      - 외손녀 : 이말숙(李唜淑, 1634 ~ ?)
      - 외손녀 : 이애숙(李愛淑, 1638 ~ ?)
      - 외손자 : 이재악(李載岳, 1647 ~ ?)
      - 외손자 : 이진악(李鎭岳, 1650 ~ ?)
      - 외손녀 : 이만애(李晚愛, 1655 ~ ?)

    - 장남 : 창원군(昌原君) 이준(李儁, 1614 ~ 1639)
    - 며느리 : 현감(縣監) 한사덕(韓師德)의 딸 군부인 청주 한씨
      - 손자 : 청평군(淸平君) 이천(李洤)
      - 손자 : 청흥정(淸興正) 이헌(李瀗)
      - 손자 : 청풍군(淸豊君) 이옥(李沃)

    - 차남 : 양녕군(陽寧君) 이경(李儆, 1616 ~ 1644) - 임해군의 양자로 출계
    - 차녀 : 이옥란(李玉蘭, 1619 ~ ?)[21]
    - 사위 : 진주 류씨 류연(柳㝚, 1621 ~ ?)
      - 외손녀 : 류초원(柳初媛, 1638 ~ ?)
      - 외손녀 : 류현원(柳賢媛, 1639 ~ ?)
      - 외손자 : 류창운(柳昌運, 1642 ~ ?)

    - 3녀 : 이말란(李唜蘭, 1622 ~ ?)[22]
    - 3녀 사위 : 청송 심씨 심약하(沈若河)[23]
      - 외손녀 : 심여취(沈女翠, 1643 ~ ?)
      - 외손녀 : 심여용(沈女容, 1647 ~ ?)
      - 외손자 : 심방(沈滂, 1652 ~ ?)
      - 외손자 : 심장(沈漳, 1654 ~ ?)

    - 3남 : 평운군 구(平雲君 俅, 1624 ~ 1662) - 이복형인 신성군의 양자로 출계
    - 4남 : 창성군 필(昌城君 佖, 1627 ~ 1689)[19] - 이복동생인 영창대군의 양자로 출계[주 3]

  - 측실 : 일은(日隱) - 양민 출신
    - 서장남 : 창림군(昌臨君) 이일(李佾, 1629 ~ 1690)[19] - 의창군의 양자로 출계

  - 측실 : 득환(得環) - 속(贖) 양민 
    - 서장녀 : 이백덕(李百德, 1630 ~ ?)[24]
    - 사위 : 구취형(丘就衡)

  - 측실 : 덕지(德只) - 속(贖) 양민 
    - 서차남 : 창흥군(昌興君) 이수(李脩, 1638 ~ 1704)[25]
    - 며느리 : 	박세유(朴世裕)의 딸 군부인 고령 박씨
      - 서손자 : 고평군(高坪君) 이철(李澈)
      - 서손자 : 고성군(高城君) 이석(李氵+奭)
      - 서손자 : 고릉수(高陵守) 이즙(李濈)
      - 서손녀 : 동래 정씨 정세혁(鄭世爀)의 처

  - 측실 : 애운(愛雲) - 속(贖) 양민 
    - 서차녀 : 이천금(李千今, 1634 ~ ?)[26]
    - 사위 : 순흥 안씨 안집(安㙫)